# Mauro Cetto
Mauro Cetto (Rosario, Argentina, 14 de abril de 1982) es un exjugador profesional de fútbol que jugaba de defensor. Surgió de la cantera de Rosario Central, club donde se retiró.

## Trayectoria

### Rosario Central
Realizó las divisiones inferiores en Rosario Central, club donde debutó en Primera División. Su primer partido fue en la fecha 18 del Clausura 2001 ante Racing en la derrota por 4 a 1. Sus siguientes apariciones fueron en el Apertura 2001. Gracias al desempeño que realizó en la Selección sub-20, en enero de 2002 fue transferido al FC Nantes.

### Nantes
Llegó al equipo francés durante el receso de invierno europeo y su debut en la liga se produjo el 29 de enero de 2002 en la victoria por 3 a 0 ante el Olympique de Lyon: Mauro ingresó a los 85 minutos en lugar de Mario Yepes. Su debut internacional fue el 20 de febrero de ese mismo año por la Champions League, al ser titular en el empate 1 a 1 ante el Manchester United. Solo disputó 4 encuentros más en lo que restaba de la liga y 3 más en la segunda fase de grupos de la Liga de Campeones.
En la temporada 2002-2003 disputó 19 partidos por la liga (donde su equipo terminó décimo), uno por la Copa de Francia y dos en la Copa de la Liga. Comenzó la siguiente temporada jugando 3 encuentros de la Intertoto, donde el Nantes fue eliminado en semifinales por el Perugia. Por la liga solamente jugó en dos fechas: la primera y la sexta.
Logró ganarse la titularidad en el equipo en la temporada 2004-2005, donde jugó 26 partidos de liga (su equipo terminó 17° salvándose por poco del descenso). Marcó el primer gol de su carrera el 9 de abril de 2005 a los 44' en el empate 2-2 contra el Olympique de Lyon. Además jugó dos partidos por la Copa de Francia y marcó otro gol en la Copa de la Liga.
Durante la temporada 2005-2006 continuó siendo titular y jugó 29 encuentros por la liga donde el Nantes terminó 14°. Además sumó 5 presencias por la Copa de Francia y 2 por la Copa de la Liga. Durante esta temporada marcó 3 goles.
En la temporada 2006-2007 el FC Nantes descendió al terminar último en la tabla. Mauro disputó 29 partidos en la Ligue 1, 4 en la Copa de Francia y 2 en la Copa de la Liga. Tras cinco años en el mismo club, es el Toulouse F. C. quien fichó al jugador.

### Toulouse F.C
Debutó en su nuevo equipo el 15 de agosto de 2007 en el partido preliminar de ida de la Liga de Campeones de esa temporada, donde su equipo cayó 1 a 0 ante el Liverpool. Jugó también el partido de vuelta el cual pierden 4-0. En la temporada su equipo finalizó 5° (clasificando para la UEFA) y Mauro jugó 24 encuentros. Además participó de un partido por la Copa de Francia y 3 por la copa UEFA.
En la temporada 2008-2009 el equipo de Toulouse compró la totalidad de su pase por €1.300.000 y firmó un contrato por 3 años. El equipo finalizó cuarto en la liga, Mauro jugó 34 partidos, y el Toulouse volvió a clasificar para las competencias europeas. Jugó 3 encuentros por la Copa de Francia y marcó 3 goles en toda la temporada.
Disputó 22 partidos en la temporada 2009-2010: 16 en la liga, 1 en la Copa de Francia, 3 en la Copa de la Liga y 2 por la Europa League. La temporada 2010-2011 fue la última en el club para Mauro, quien ya se había convertido en el capitán del equipo, ya que decidió continuar su carrera en el fútbol italiano.

### Palermo
En junio de 2011 se convirtió en el nuevo jugador del Palermo. Hizo su debut en la fecha 8 ingresando a los 54' en la derrota frente a la Roma por 1-0. No logró obtener continuidad en la primera parte de la temporada por lo que hacia finales de enero de 2012 fue dado a préstamo al Lille de Francia. Llegó al club francés a principio de 2012 para cubrir la baja que había sufrido el equipo en defensa por la lesión de Marko Baša. Al finalizar la temporada regresó al Palermo.

### San Lorenzo
En enero de 2013, Cetto, firmó para San Lorenzo de Almagro, jugó su primer partido para el club azulgrana contra Belgrano de Córdoba, partido que culminaría 0-0, y donde el salvaría sobre la línea un gol del equipo cordobés en el último minuto. Marcó su primer gol en la 4.ª fecha ante River Plate en la victoria por 2-0, mediante un cabezazo proveniente de un córner. Sufre su primera expulsión en el partido contra Colón luego de que el árbitro acusara que el defensor lo insultó, aunque finalmente San Lorenzo se impondría por 1-0 en Santa Fe.
El 15 de diciembre de 2013, consigue el Torneo Inicial 2013, siendo de la zaga central titular junto a Santiago Gentiletti.
El 2014 sería un año importante en su carrera deportiva: juega por primera vez la Copa Libertadores con San Lorenzo. Su primer partido en esta competencia fue el 11 de febrero del mismo año, frente al Botafogo, en condición de visitante. El partido culminó con una derrota por 2-0 ante el club brasileño.
El 20 de marzo fue de la partida ante Unión Española de Chile, jugando de visitante. Desafortunadamente vio la tarjeta roja, producto de una jugada polémica. Días más tarde se lesionaría jugando para el torneo local, en un partido frente a Gimnasia y Esgrima La Plata.
Luego de la recuperación de su lesión le tocaría volver a la titularidad el 23 de julio en el partido de ida de las semifinales de la Copa Libertadores ante Bolívar. El partido fue victoria del conjunto azulgrana por 5-0, con una actuación correcta del central. Mauro Cetto jugó el partido de vuelta en La Paz (1-0 ganaría el Bolívar), aunque se tuvo que retirar con una molestia que le impidió jugar el primer encuentro de la Final; su reemplazante sería Fabricio Fontanini.
El 13 de agosto se jugó el partido de vuelta de la final de la Copa Libertadores 2014; el partido de ida había concluido 1-1, con un empate dramático del conjunto local en el minuto 90+3. Mauro Cetto jugaría un buen partido junto con su compañero de zaga Santiago Gentiletti, y con gol de Néstor Ortigoza de penal, San Lorenzo se consagraría Campeón de la Copa Libertadores 2014 (global 2-1).
Convirtió 5 goles en el conjunto de Boedo, cuatro de ellos de cabeza (River Plate, Defensa y Justicia, San Martín de San Juan y Danubio, por Copa Libertadores). El restante se lo convirtió a Belgrano en el Torneo Inicial 2013 de volea tras un córner.
Volvió como mánager al club donde tuvo un desempeño deplorable. Lleno de paquetes el club y ahora se hace el vivo por Twitter diciendo que lo que logró Insua es por el.

### Retorno a Central y retiro
Volvió al club que lo vio nacer en 2016. Jugó 4 partidos y marcó un gol (a Quilmes) en el Campeonato de Primera División 2016, mientras que en la temporada 2016-17 no sumó minutos en cancha y decidió su retiro. Inmediatamente después de este fue designado por la comisión como director deportivo.

## Selección nacional
Ha sido internacional con la Selección de fútbol de Argentina Sub-20. Con la misma disputó el Campeonato Sudamericano Sub-20 de 2001 (donde consiguió el segundo lugar) y el Mundial Juvenil de 2001 disputado en Argentina (donde fue campeón). Mauro logró ser titular en la mayoría de los partidos de esas competencias.

### Participaciones en la Copa del Mundo
| Mundial                      | Sede      | Resultado | Partidos |
| ---------------------------- | --------- | --------- | -------- |
| Copa Mundial Juvenil de 2001 | Argentina | Campeón   | 5        |

## Clubes

### Como jugador
| Club            | País      | Año         |
| --------------- | --------- | ----------- |
| Rosario Central | Argentina | 2001        |
| Nantes          | Francia   | 2002 - 2007 |
| Toulouse        | Francia   | 2007 - 2011 |
| Palermo         | Italia    | 2011 - 2012 |
| Lille           | Francia   | 2012        |
| Palermo         | Italia    | 2012        |
| San Lorenzo     | Argentina | 2013 - 2015 |
| Rosario Central | Argentina | 2016 - 2017 |

### Como mánager
| Club            | País      | Año         |
| --------------- | --------- | ----------- |
| Rosario Central | Argentina | 2017 - 2019 |
| San Lorenzo     | Argentina | 2021 - 2022 |

## Estadísticas
- Actualizado al 24 de enero de 2016

| Club                      | Div           | Temporada     | Liga     | Liga  | Copas nacionales(1) | Copas nacionales(1) | Torneos internacionales(2) | Torneos internacionales(2) | Total    | Total | Media goleadora(3) |
| Club                      | Div           | Temporada     | Partidos | Goles | Partidos            | Goles               | Partidos                   | Goles                      | Partidos | Goles | Media goleadora(3) |
| ------------------------- | ------------- | ------------- | -------- | ----- | ------------------- | ------------------- | -------------------------- | -------------------------- | -------- | ----- | ------------------ |
| Rosario Central Argentina |               |               |          |       |                     |                     |                            |                            |          |       |                    |
| 1.ª                       | 2000-01       | 1             | 0        |       |                     |                     |                            | 1                          | 0        | 0.00  |                    |
| 1.ª                       | 2001-02       | 14            | 0        |       |                     |                     |                            | 14                         | 0        | 0.00  |                    |
| 1.ª                       | 2016          | 4             | 1        |       |                     |                     |                            | 4                          | 1        | 0.25  |                    |
| Total                     | Total         | 19            | 1        |       |                     |                     |                            | 19                         | 1        | 0.05  |                    |
| Nantes Francia            |               |               |          |       |                     |                     |                            |                            |          |       |                    |
| 1.ª                       | 2001-02       | 5             | 0        |       |                     | 4                   | 0                          | 9                          | 0        | 0.00  |                    |
| 1.ª                       | 2002-03       | 19            | 0        | 3     | 0                   |                     |                            | 22                         | 0        | 0.00  |                    |
| 1.ª                       | 2003-04       | 2             | 0        |       |                     | 3                   | 0                          | 5                          | 0        | 0.00  |                    |
| 1.ª                       | 2004-05       | 26            | 1        | 4     | 1                   |                     |                            | 30                         | 2        | 0.03  |                    |
| 1.ª                       | 2005-06       | 29            | 1        | 7     | 2                   |                     |                            | 36                         | 3        | 0.08  |                    |
| 1.ª                       | 2006-07       | 29            | 1        | 5     | 0                   |                     |                            | 34                         | 1        | 0.03  |                    |
| Total                     | Total         | 110           | 3        | 19    | 3                   | 7                   | 0                          | 136                        | 6        | 0.04  |                    |
| Toulouse Francia          |               |               |          |       |                     |                     |                            |                            |          |       |                    |
| 1.ª                       | 2007-08       | 24            | 0        | 1     | 0                   | 5                   | 0                          | 30                         | 0        | 0.00  |                    |
| 1.ª                       | 2008-09       | 34            | 3        | 3     | 0                   |                     |                            | 37                         | 3        | 0.08  |                    |
| 1.ª                       | 2009-10       | 16            | 0        | 4     | 0                   | 2                   | 0                          | 22                         | 0        | 0.00  |                    |
| 1.ª                       | 2010-11       | 25            | 4        |       |                     |                     |                            | 25                         | 4        | 0.16  |                    |
| Total                     | Total         | 99            | 7        | 8     | 0                   | 7                   | 0                          | 114                        | 7        | 0.06  |                    |
| Palermo · Italia          |               |               |          |       |                     |                     |                            |                            |          |       |                    |
| 1.ª                       | 2011-12       | 7             | 0        | 1     | 0                   |                     |                            | 8                          | 0        | 0.00  |                    |
| 1.ª                       | 2012-13       | 3             | 0        | 2     | 0                   |                     |                            | 5                          | 0        | 0.00  |                    |
| Total                     | Total         | 10            | 0        | 3     | 0                   |                     |                            | 13                         | 0        | 0.00  |                    |
| Lille Francia             |               |               |          |       |                     |                     |                            |                            |          |       |                    |
| 1.ª                       | 2011-12       | 7             | 0        | 1     | 0                   |                     |                            | 8                          | 0        | 0.00  |                    |
| Total                     | Total         | 7             | 0        | 1     | 0                   |                     |                            | 8                          | 0        | 0.00  |                    |
| San Lorenzo Argentina     |               |               |          |       |                     |                     |                            |                            |          |       |                    |
| 1.ª                       | 2012-13       | 10            | 1        | 2     | 0                   |                     |                            | 12                         | 1        | 0.08  |                    |
| 1.ª                       | 2013-14       | 14            | 2        |       |                     | 6                   | 0                          | 20                         | 2        | 0.10  |                    |
| 1.ª                       | 2014          | 9             | 1        | 1     | 0                   | 1                   | 0                          | 11                         | 1        | 0.09  |                    |
| 1.ª                       | 2015          | 12            | 2        | 4     | 0                   | 4                   | 1                          | 20                         | 3        | 0.15  |                    |
| Total                     | Total         | 45            | 6        | 7     | 0                   | 11                  | 1                          | 63                         | 7        | 0.11  |                    |
| Total carrera             | Total carrera | Total carrera | 287      | 16    | 38                  | 3                   | 25                         | 1                          | 350      | 20    | 0.06               |

## Palmarés

### Campeonatos nacionales
| Título           | Club                   | País      | Año    |
| ---------------- | ---------------------- | --------- | ------ |
| Primera División | San Lorenzo de Almagro | Argentina | I-2013 |

### Campeonatos internacionales
| Título                        | Club                   | País      | Año  |
| ----------------------------- | ---------------------- | --------- | ---- |
| Copa Mundial de Fútbol Sub-20 | Selección de Argentina | Argentina | 2001 |
| Copa Libertadores             | San Lorenzo de Almagro | Argentina | 2014 |